# Rząd Arthura Balfoura

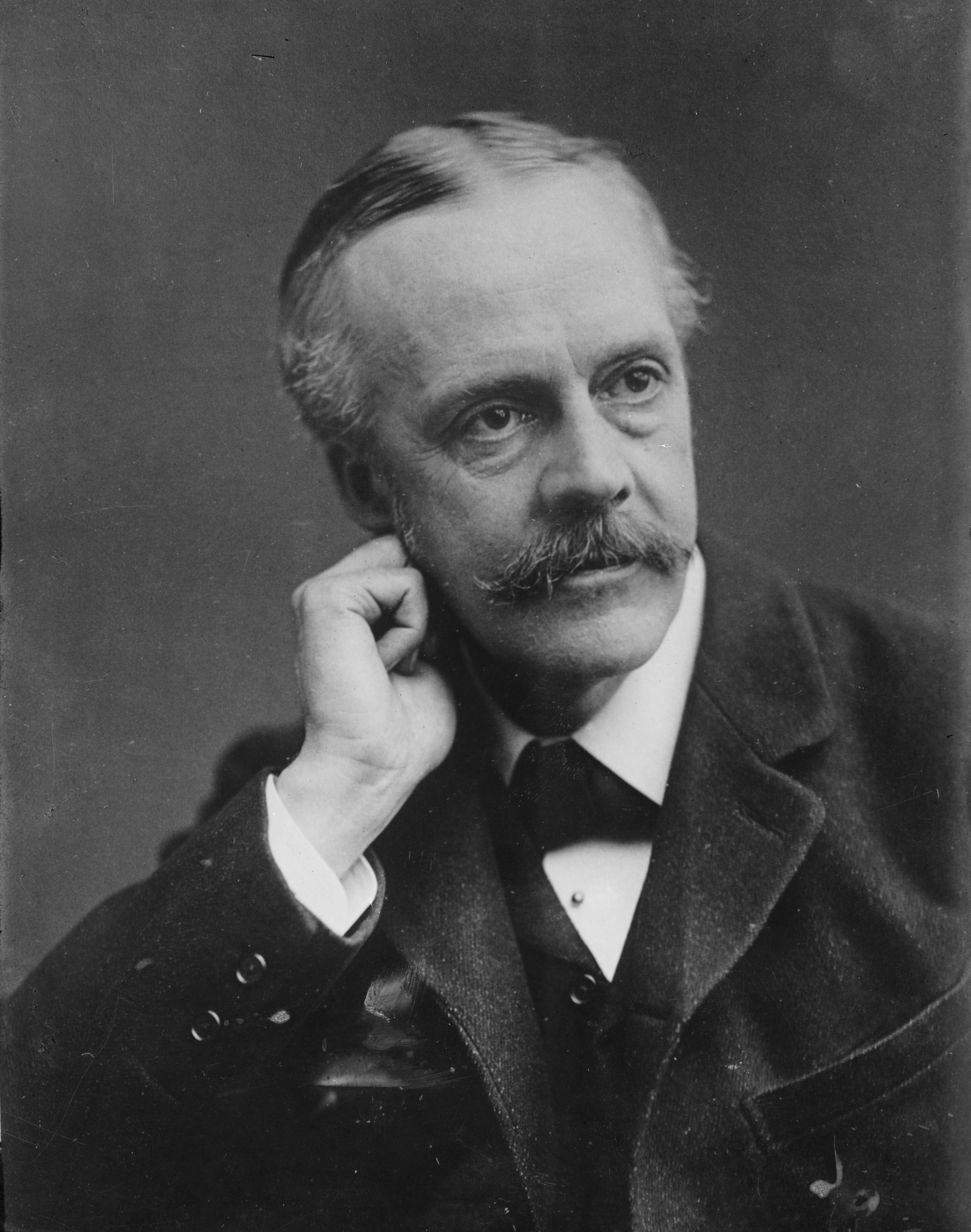
Arthur Balfour, premier, pierwszy lord skarbu, lord tajnej pieczęci

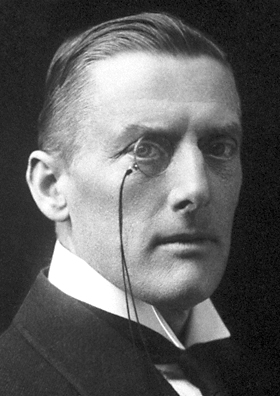
Austen Chamberlain, poczmistrz generalny, kanclerz skarbu

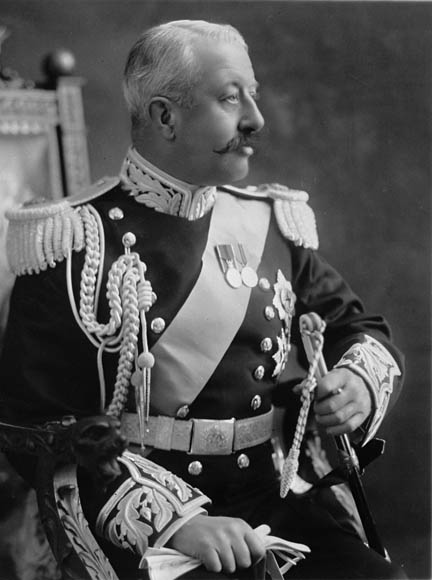
Victor Cavendish, skarbnik Dworu Królewskiego, finansowy sekretarz skarbu

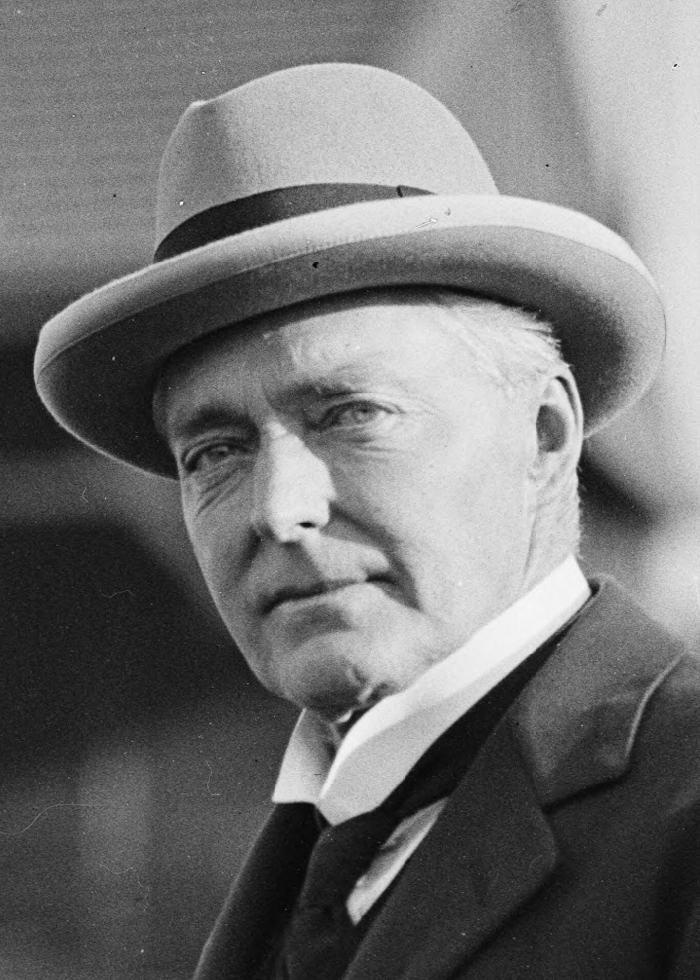
Henry Forster, młodszy lord skarbu

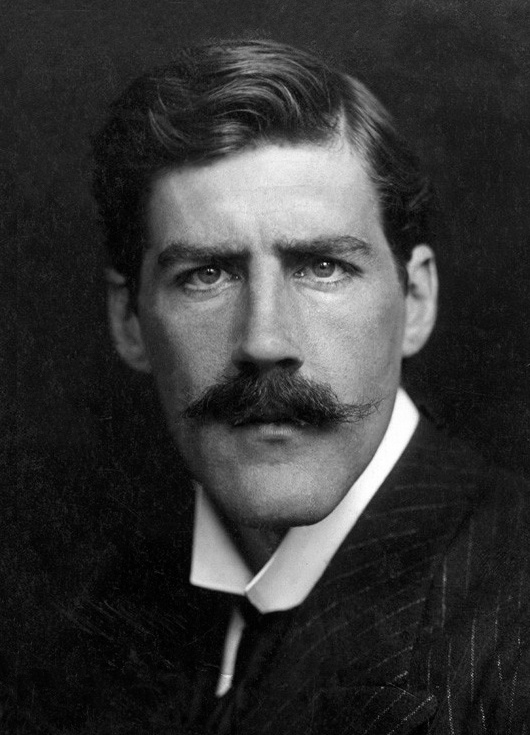
Lord Balcarres, młodszy lord skarbu

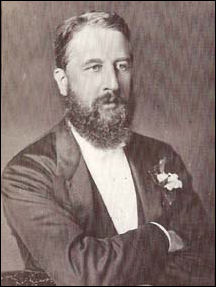
Książę Devonshire, lord przewodniczący Rady

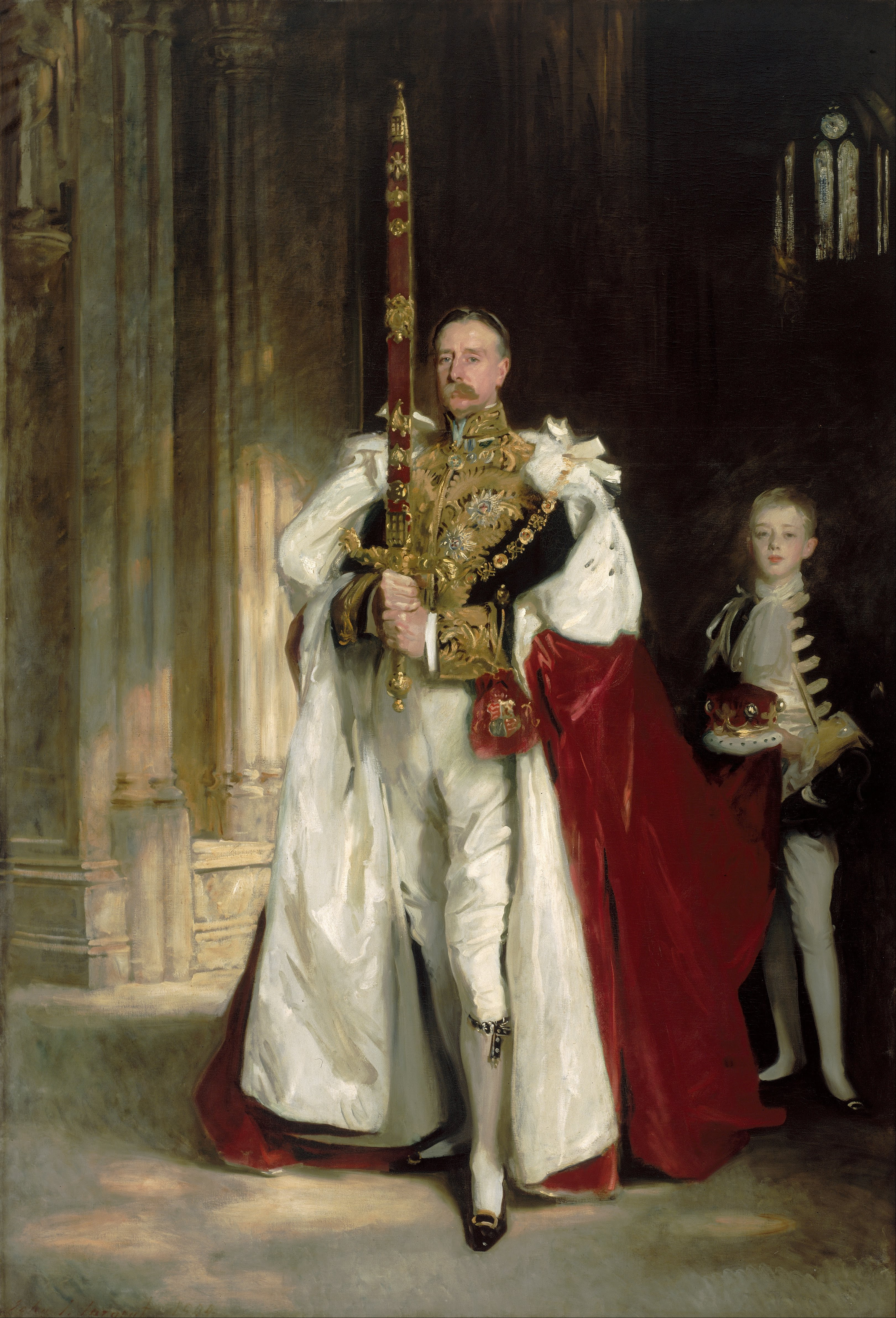
Markiz Londonderry, przewodniczący Rady Edukacji, lord przewodniczący Rady

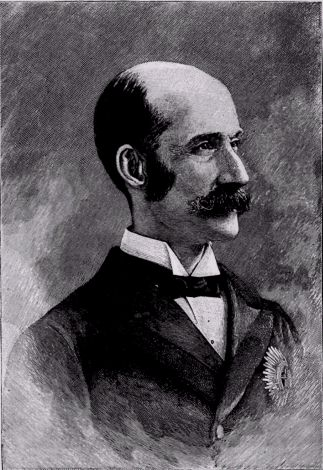
Markiz Lansdowne, minister spraw zagranicznych

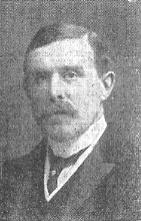
St John Brodick, minister wojny, minister ds. Indii

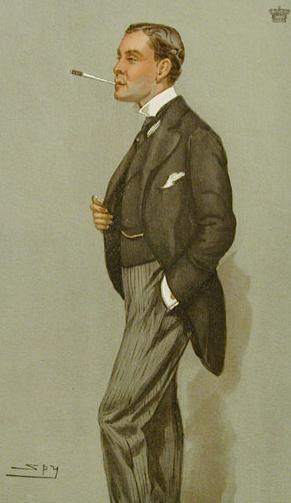
Hrabia Hardwicke, podsekretarz stanu w ministerstwie wojny

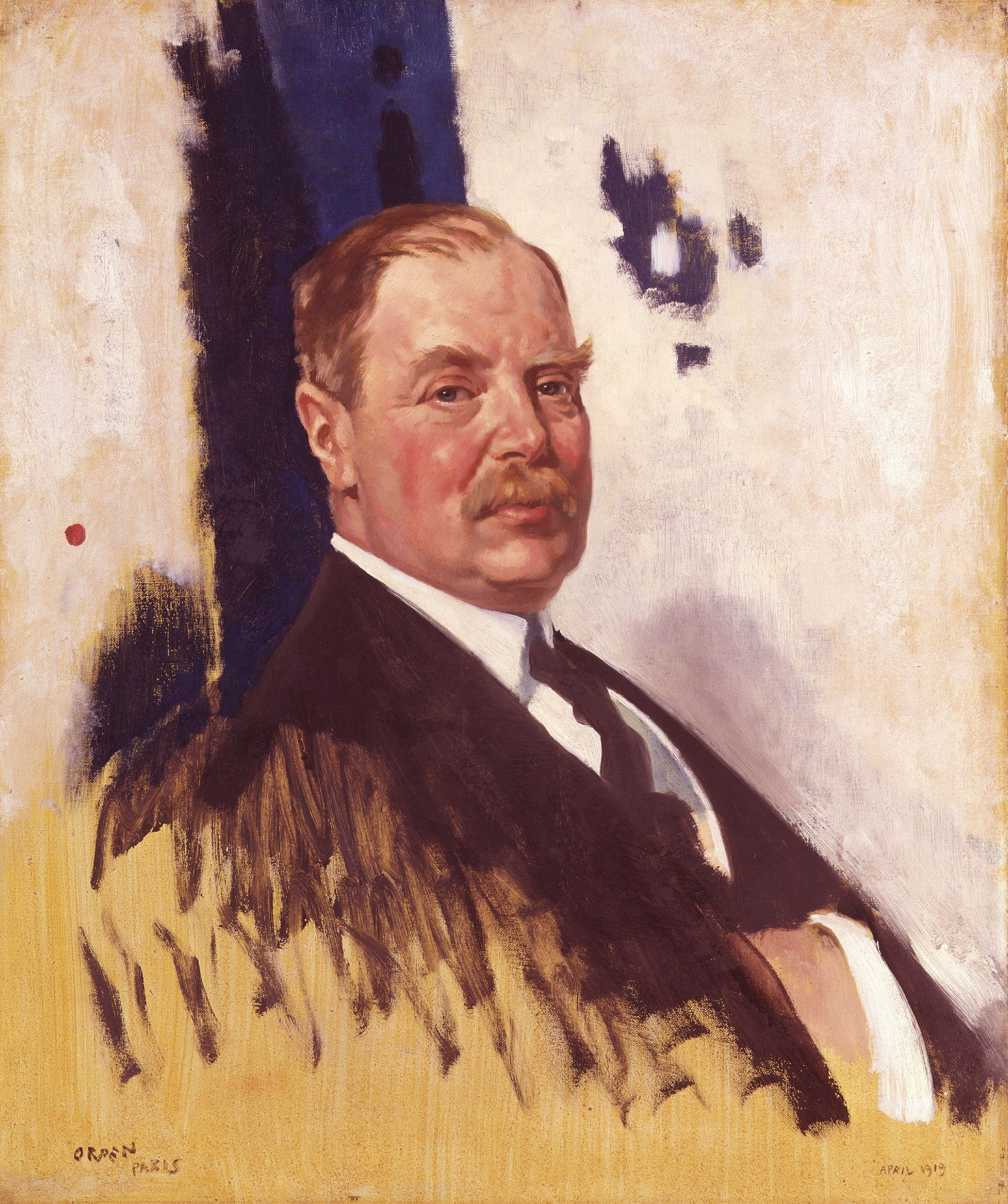
Lord Stanley, finansowy sekretarz w ministerstwie wojny, poczmistrz generalny

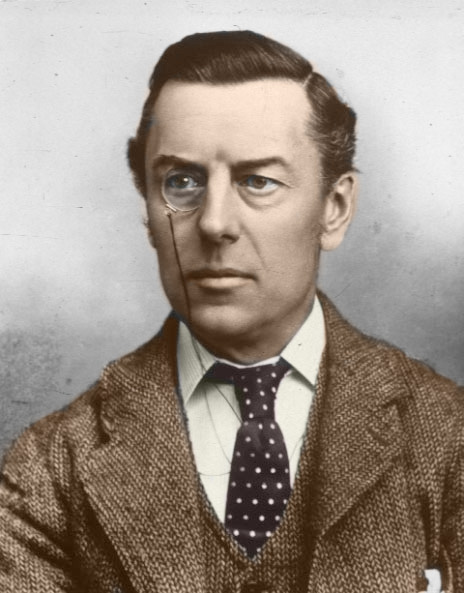
Joseph Chamberlain, minister ds. kolonii

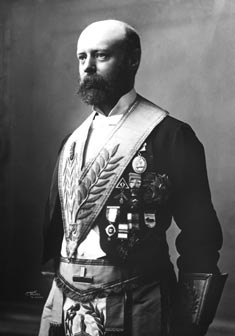
Hrabia Onslow, podsekretarz stanu w ministerstwie ds. kolonii, przewodniczący Rady Rolnictwa

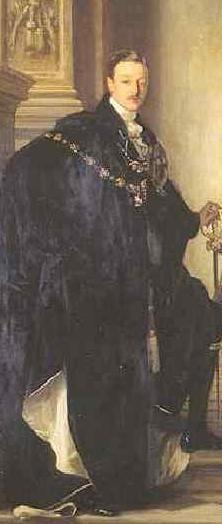
Książę Marlborough, podsekretarz stanu w ministerstwie ds. kolonii

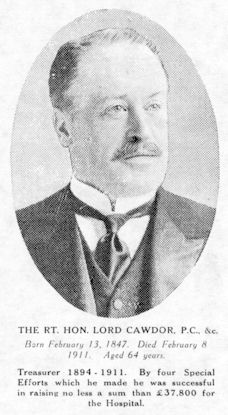
Hrabia Cawdor, pierwszy lord Admiralicji

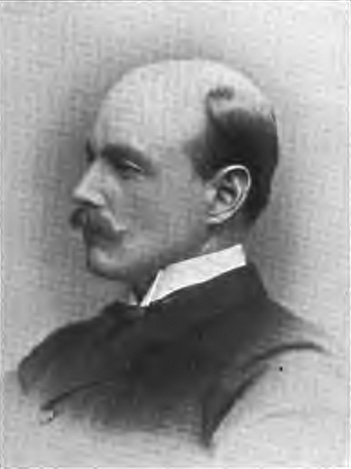
Walter Long, przewodniczący Rady Samorządu Lokalnego, główny sekretarz Irlandii

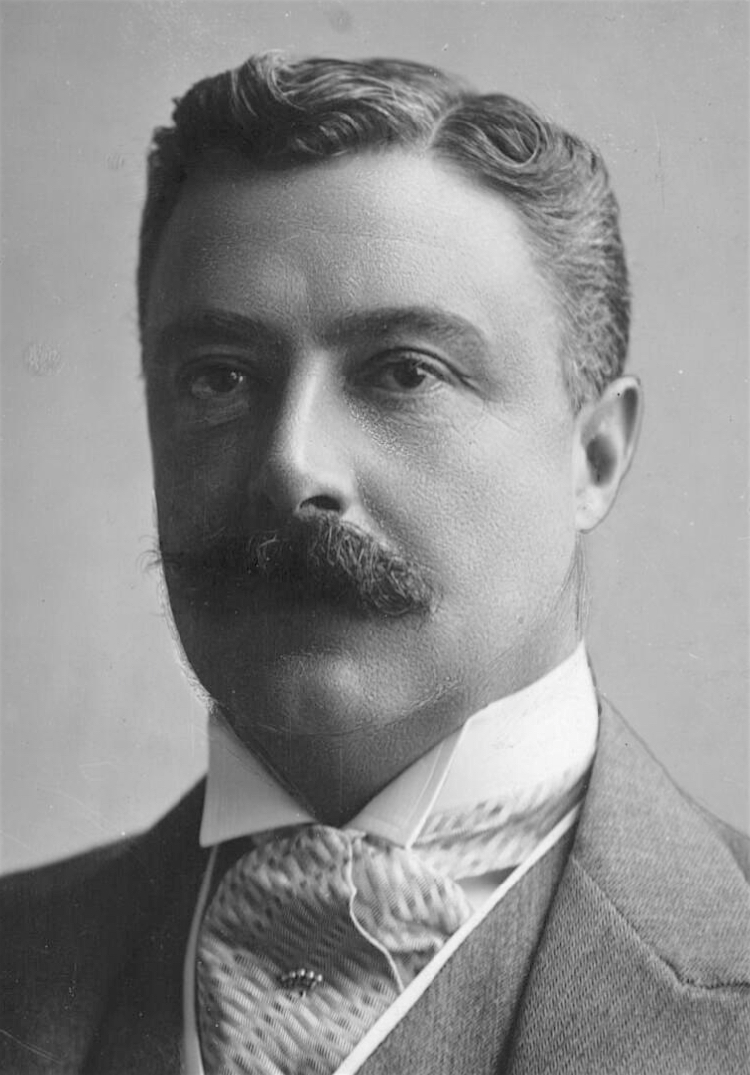
Hrabia Dudley, lord namiestnik Irlandii

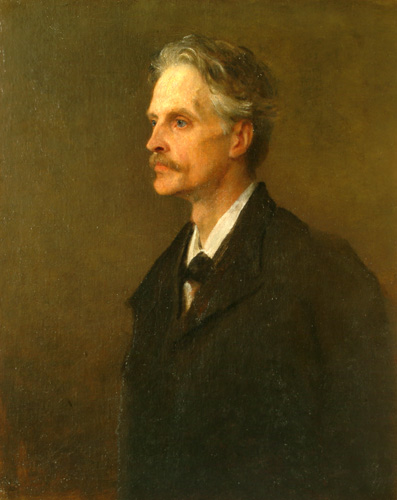
Gerald Balfour, przewodniczący Zarządu Handlu, przewodniczący Rady Samorządu Lokalnego

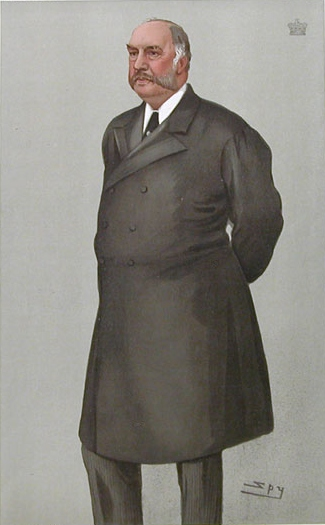
Baron Balfour of Burleigh, minister ds. Szkocji

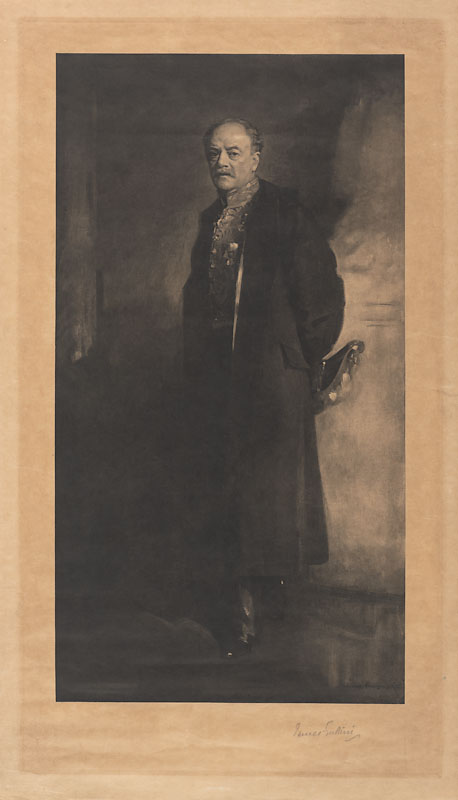
Andrew Murray, lord adwokat, minister ds. Szkocji

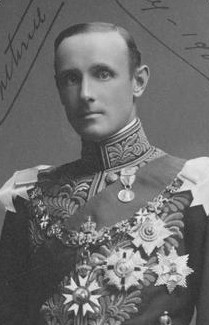
Hrabia Hopetoun, minister ds. Szkocji

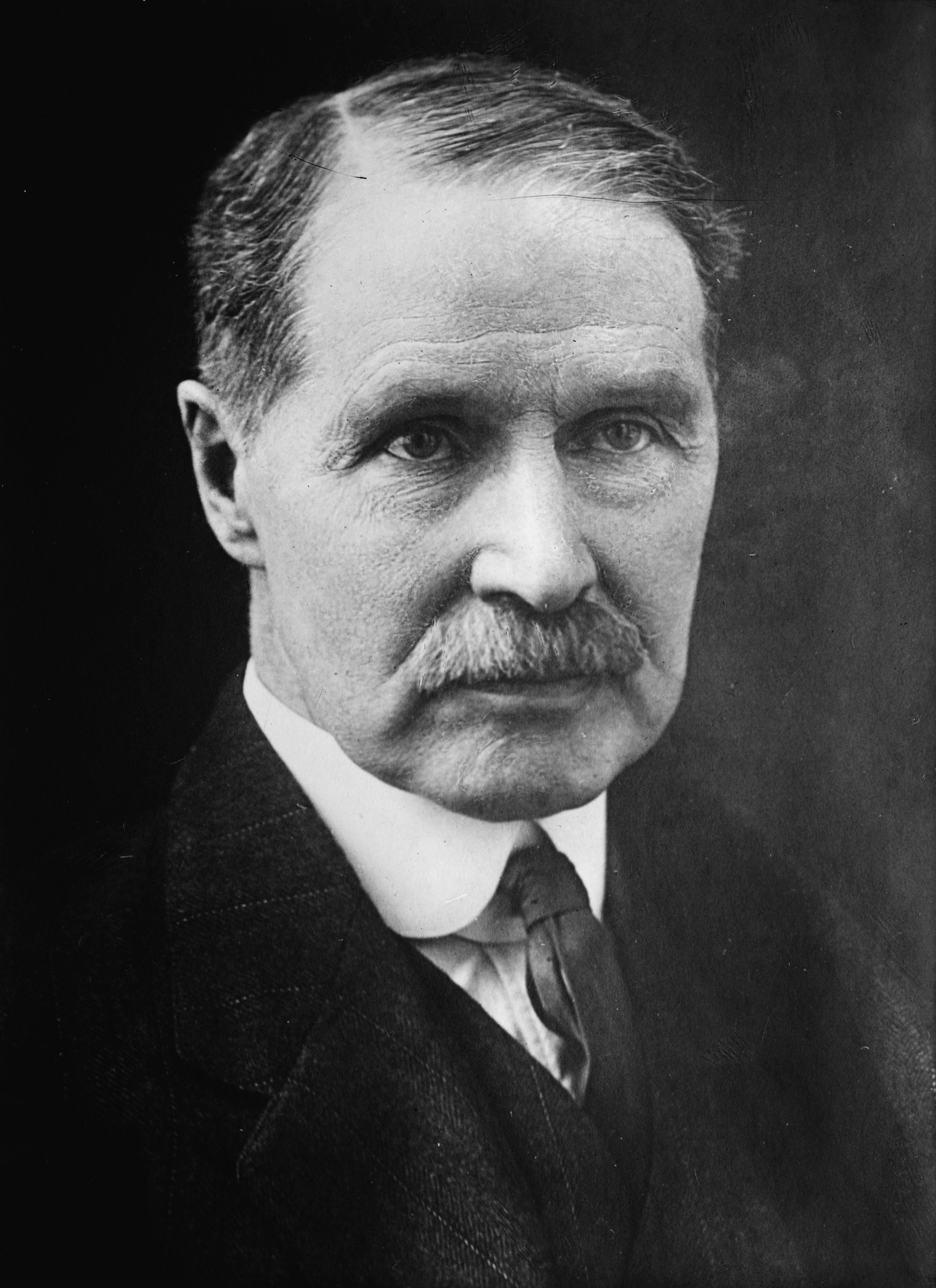
Andrew Bonar Law, parlamentarny sekretarz przy Zarządzie Handlu

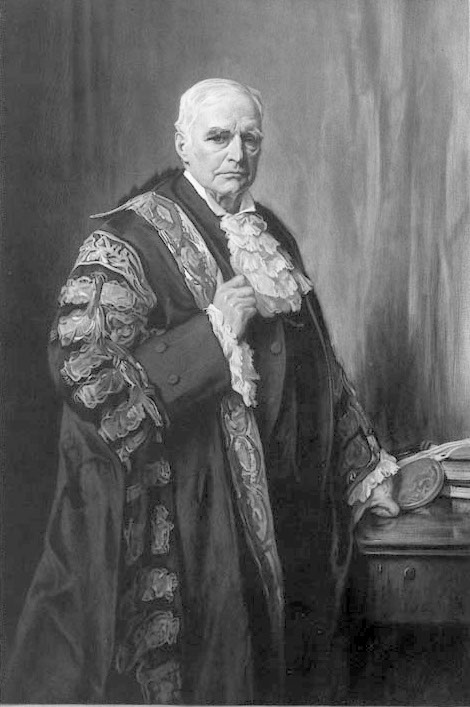
Robert Finlay, prokurator generalny

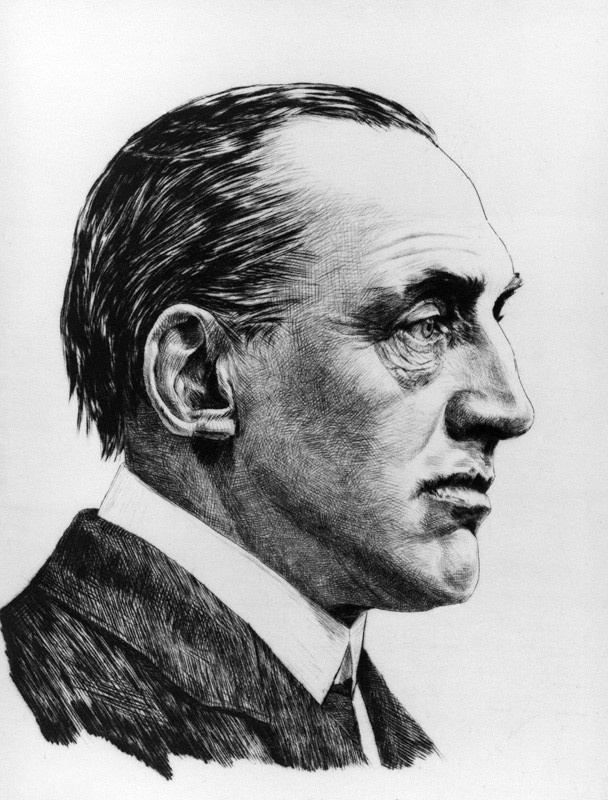
Edward Carson, Radca Generalny

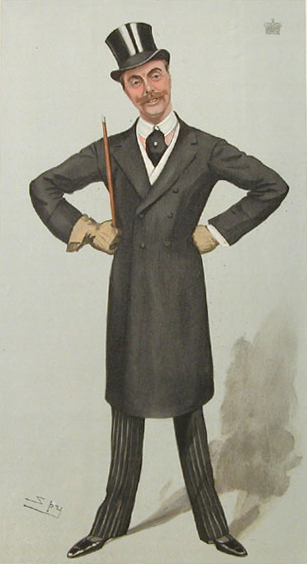
Baron Churchill, lord-in-waiting

Koalicyjny rząd Partii Konserwatywnej i Partii Liberalno-Unionistycznej pod przewodnictwem konserwatysty Arthura Balfoura powstał 12 lipca 1902 r. i przetrwał do 4 grudnia 1905 r.
Członków ścisłego gabinetu wyróżniono tłustym drukiem.

## Skład rządu
| Urząd                                                  | Imię i nazwisko | Kadencja                                |
| ------------------------------------------------------ | --- | --------------------------------------- |
| Premier Pierwszy lord skarbu                           | Arthur Balfour | 1902–1905                               |
|                                                        | |                                         |
| Kanclerz skarbu                                        | Charles Ritchie Austen Chamberlain | 1902–1903 1904–1905                     |
| Parlamentarny sekretarz skarbu                         | Alexander Fuller-Acland-Hood | 1902–1905                               |
| Finansowy sekretarz skarbu                             | William Fisher Arthur Elliot Victor Cavendish | 1902–1903 1903 1904–1905                |
| Młodsi lordowie skarbu                                 | Henry Torrens Anstruther Ailwyn Fellowes Henry Forster David Lindsay, lord Balcarres Edmund Talbot | 1902–1903 1902–1905 1904–1905 1905      |
| Lord kanclerz                                          | Hardinge Giffard, 1. hrabia Halsbury | 1902–1905                               |
| Lord przewodniczący Rady                               | Spencer Cavendish, 8. książę Devonshire Charles Vane-Tempest-Stewart, 6. markiz Londonderry | 1902–1903 1904–1905                     |
| Lord tajnej pieczęci                                   | Arthur Balfour James Gascoyne-Cecil, 4. markiz Salisbury | 1902–1903 1904–1905                     |
| Minister spraw wewnętrznych                            | Aretas Akers-Douglas | 1902–1905                               |
| Podsekretarz stanu w ministerstwie spraw wewnętrznych  | Thomas Cochrane | 1902–1905                               |
| Minister spraw zagranicznych                           | Henry Petty-Fitzmaurice, 5. markiz Lansdowne | 1902–1905                               |
| Podsekretarz stanu w ministerstwie spraw zagranicznych | James Gascoyne-Cecil, 4. markiz Salisbury Henry Percy, hrabia Percy | 1902–1903 1904–1905                     |
| Minister wojny                                         | St John Brodrick Hugh Oakeley Arnold-Forster | 1902–1903 1904–1905                     |
| Podsekretarz stanu w ministerstwie wojny               | Albert Yorke, 6. hrabia Hardwicke Richard Hely-Hutchinson, 6. hrabia Donoughmore | 1902–1903 1904–1905                     |
| Finansowy sekretarz w ministerstwie wojny              | Edward Stanley, lord Stanley William Bromley-Davenport | 1902–1903 1904–1905                     |
| Minister ds. kolonii                                   | Joseph Chamberlain Alfred Lyttelton | 1902–1903 1904–1905                     |
| Podsekretarz stanu w ministerstwie ds. kolonii         | William Onslow, 4. hrabia Onslow Charles Spencer-Churchill, 9. książę Marlborough | 1902–1903 1904–1905                     |
| Minister ds. Indii                                     | George Hamilton St John Brodrick | 1902–1903 1904–1905                     |
| Podsekretarz stanu w ministerstwie ds. Indii           | Henry Percy, hrabia Percy vacant Thomas Thynne, 5. markiz Bath | 1902–1904 1904–1905 1905                |
| Pierwszy lord Admiralicji                              | William Palmer, 2. hrabia Selborne Frederick Campbell, 3. hrabia Cawdor | 1902–1905 1905                          |
| Parlamentarny i finansowy sekretarz przy Admiralicji   | Hugh Oakeley Arnold-Forster Ernest George Pretyman | 1902–1903 1904–1905                     |
| Cywilny lord Admiralicji                               | Ernest George Pretyman Arthur Lee | 1902–1903 1904–1905                     |
| Przewodniczący Rady Rolnictwa                          | Robert William Hanbury William Onslow, 4. hrabia Onslow Ailwyn Fellowes | 1902–1903 1904–1905 1905                |
| Przewodniczący Rady Edukacji                           | Charles Vane-Tempest-Stewart, 6. markiz Londonderry | 1902–1905                               |
| Parlamentarny sekretarz przy Radzie Edukacji           | William Reynell Anson | 1902–1905                               |
| Główny sekretarz Irlandii                              | George Wyndham Walter Long | 1902–1905 1905                          |
| Lord namiestnik Irlandii                               | William Ward, 2. hrabia Dudley | 1902–1905                               |
| Lord kanclerz Irlandii                                 | Edward Gibson, 1. baron Ashbourne | 1902–1905                               |
| Kanclerz Księstwa Lancaster                            | William Walrond | 1902–1905                               |
| Przewodniczący Rady Samorządu Lokalnego                | Walter Long Gerald Balfour | 1902–1905 1905                          |
| Parlamentarny sekretarz przy Radzie Zarządu Lokalnego  | John Grant Lawson Arthur Frederick Jeffreys | 1902–1905 1905                          |
| Poczmistrz generalny                                   | Austen Chamberlain Edward Stanley, lord Stanley | 1902–1903 1904–1905                     |
| Minister ds. Szkocji                                   | Alexander Bruce, 6. lord Balfour of Burleigh Andrew Murray John Hope, 1. markiz Linlithgow | 1902–1903 1904–1905 1905                |
| Przewodniczący Zarządu Handlu                          | Gerald Balfour James Gascoyne-Cecil, 4. markiz Salisbury | 1902–1905 1905                          |
| Parlamentarny sekretarz przy Zarządzie Handlu          | Andrew Bonar Law | 1902–1905                               |
| Pierwszy komisarz ds. prac publicznych                 | Robert Windsor-Clive, 14. baron Windsor | 1902–1905                               |
| Paymaster-General                                      | Savile Crossley | 1902–1905                               |
| Prokurator generalny                                   | Robert Finlay | 1902–1905                               |
| Radca generalny Anglii i Walii                         | Edward Carson | 1902–1905                               |
| Lord adwokat                                           | Andrew Murray Charles Scott Dickson | 1902–1903 1904–1905                     |
| Radca generalny Szkocji                                | Charles Scott Dickson David Dundas Edward Theodore Salvesen James Avon Clyde | 1902–1903 1904–1905 1905                |
| Prokurator Generalny dla Irlandii                      | John Atkinson | 1902–1905                               |
| Solicitor General dla Irlandii                         | George Wright James Campbell | 1902–1903 1904–1905                     |
| Lord steward                                           | Sidney Herbert, 14. hrabia Pembroke | 1902–1905                               |
| Lord szambelan                                         | Edward Villiers, 5. hrabia Clarendon | 1902–1905                               |
| Wiceszambelan Dworu Królewskiego                       | Anthony Acland Hood Frederick Glyn, 4. baron Wolverton | 1902 1902–1905                          |
| Koniuszy królewski                                     | William Cavendish-Bentinck, 6. książę Portland | 1902–1905                               |
| Skarbnik Dworu Królewskiego                            | Victor Cavendish James Hamilton, markiz Hamilton | 1902–1903 1904–1905                     |
| Kontroler Dworu Królewskiego                           | Arthur Annelsey, 11. wicehrabia Valentia | 1902–1905                               |
| Kapitan Gentelmen-at-Arms                              | Henry Strutt, 2. baron Belper | 1902–1905                               |
| Kapitan Ochotników Gwardii                             | William Waldegrave, 9. hrabia Waldegrave | 1902–1905                               |
| Mistress of the Robes                                  | Louisa Montagu-Douglas-Scott, księżna Buccleuch | 1902–1905                               |
| Lord-in-waiting                                        | Victor Spencer, 3. baron Churchill John Lawrence, 2. baron Lawrence Algernon Keith-Falconer, 9. hrabia Kintore Rudolph Feilding, 9. hrabia Denbigh Richard Curzon, 4. hrabia Howe Lloyd Tyrell-Kenyon, 4. baron Kenyon Charles Hay, 20. hrabia Erroll | 1902–1905 1902–1903 1902–1905 1904–1905 |